# Desnazificação

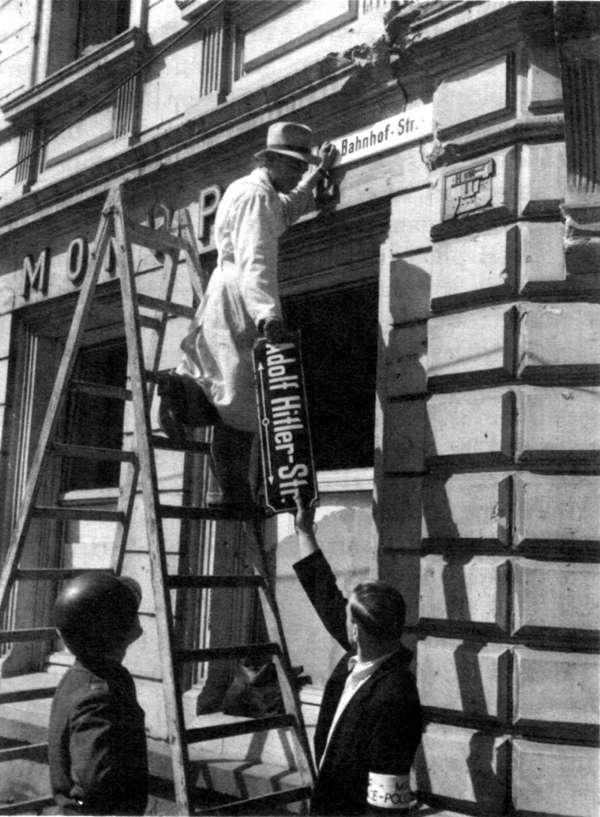
Trabalhadores removendo uma placa em uma praça nomeada "Adolf Hitler-Straße" (atualmente "Steinbrückstraße") em Trier, em 12 de maio de 1945

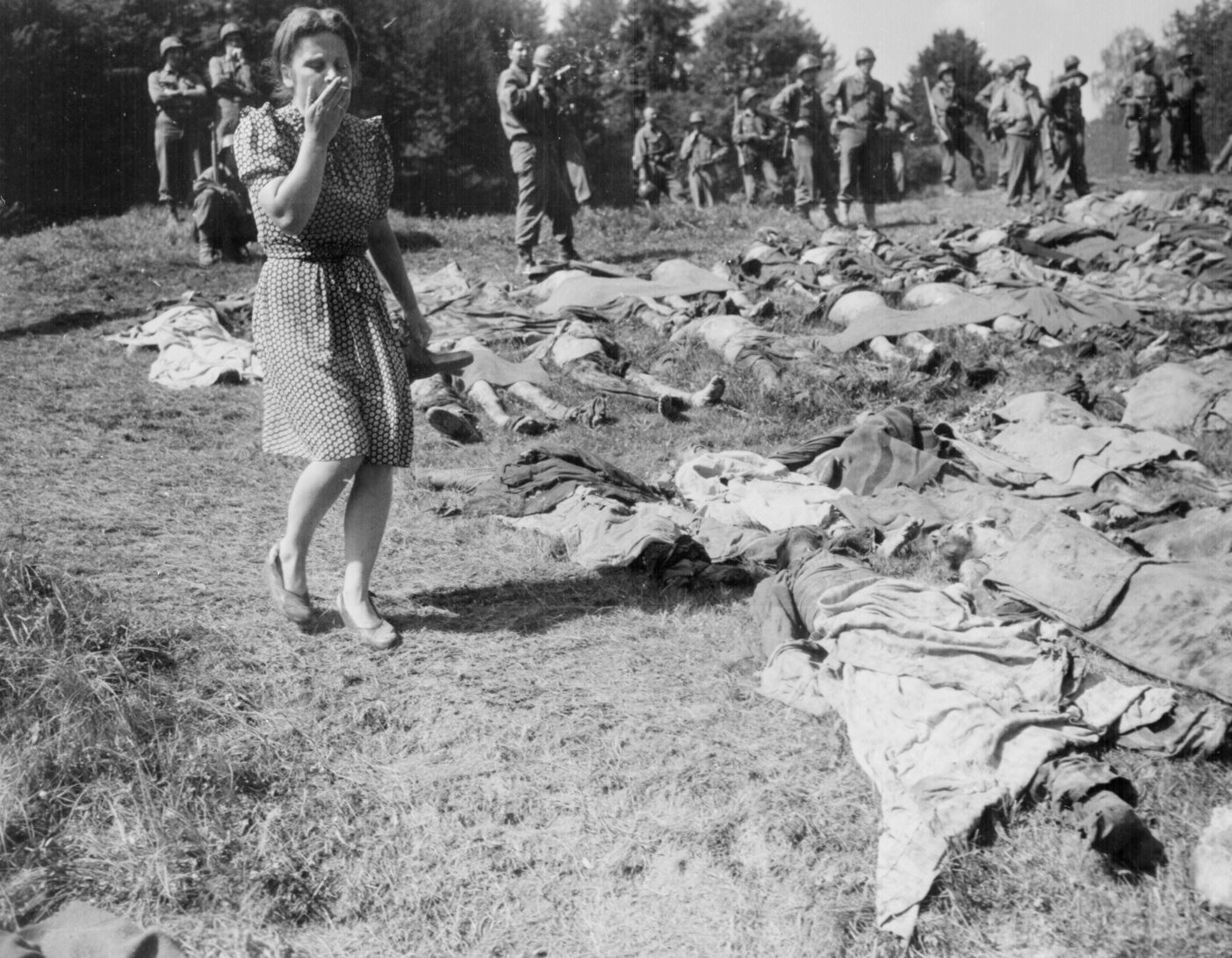
Após o colapso da Alemanha nazista, civis alemães algumas vezes foram forçados a visitar campos de extermínio para exumar valas comuns das vítimas do nazismo.

Zonas da Alemanha ocupada

Desnazificação (do alemão: Entnazifizierung) foi o termo que se designou a iniciativa e o esforço dos Aliados para livrar a sociedade alemã e austríaca, cultura, imprensa, economia, judiciário e política da ideologia nazista após a Segunda Guerra Mundial. Foi realizada removendo aqueles que haviam sido membros do Partido Nazista ou da SS de posições de poder e influência, dissolvendo ou tornando impotentes as organizações associadas ao nazismo e julgando nazistas proeminentes por crimes de guerra nos Julgamentos de Nuremberg de 1946. O programa de desnazificação foi lançado após o fim da guerra e foi solidificado pela Acordo de Potsdam em agosto de 1945. O termo desnazificação foi cunhado pela primeira vez como um termo legal em 1943 pelo Pentágono (o comando militar nos Estados Unidos), destina-se a ser aplicado em sentido estrito com referência ao sistema jurídico alemão do pós-guerra. No entanto, mais tarde assumiu um significado mais amplo.
Ao final de 1945 e em 1946, o surgimento da Guerra Fria e a importância econômica da Alemanha fez com que os Estados Unidos, em particular, perdessem o interesse no programa, espelhando um pouco as políticas chamadas de Reverse Course ("Curso Inverso") no Japão ocupado pelos Estados Unidos. Os britânicos entregaram os painéis de desnazificação aos alemães em janeiro de 1946, enquanto os americanos fizeram o mesmo em março de 1946. Os franceses realizaram o esforço de desnazificação mais brando. A desnazificação foi realizada de forma cada vez mais branda e morna até ser oficialmente abolida em 1951. Além disso, o programa era extremamente impopular na Alemanha Ocidental, onde muitos nazistas mantiveram posições de poder (especilamente no serviço público). A desnazificação foi contestada pelo novo governo da Alemanha Ocidental do chanceler Konrad Adenauer, que declarou que o fim do processo era necessário para o rearmamento da Alemanha Ocidental. Por outro lado, a desnazificação na Alemanha Oriental foi considerada um elemento crítico da transformação em uma sociedade socialista e o país foi mais rígido em se opor ao nazismo do que seus vizinhos ocidentais. No entanto, nem todos os ex-nazistas enfrentaram julgamento. Fazer tarefas especiais para o governo soviético poderia proteger os membros nazistas de processos, permitindo-lhes continuar trabalhando, assim como conexões especiais com as forças de ocupação estrangeiras.

## Aplicação nas zonas de ocupação
Após o fim da Guerra na Alemanha, em Janeiro de 1946 o Conselho de Controle dos Aliados dividiu a Alemanha em 4 zonas controladas pelos países vitoriosos Estados Unidos, Reino Unido, França e União Soviética. Estes países governaram a Alemanha de 1945 até 1948.
O território austríaco foi igualmente dividido e ocupado, ficando sob controle aliado até 1955. O historiador estadunidense Frank McCann, alega que o Brasil foi convidado a tomar parte na ocupação da Áustria.
Nas zona alemãs, foram aplicadas uma série de directivas para desnazificação, aplicadas com diferentes esquemas e rigores nas diferentes zonas de ocupação. Se iniciando com detenções massivas, contabilizando somente nas zonas ocidentais cerca de 182.000 prisioneiros, dos quais em 1 de Janeiro de 1947 aproximadamente 86.000 foram libertados. Em 1947 estavam na prisão:
- Zona britânica 64.500 pessoas (liberadas: 34.000=53%)
- Zona estadunidense 95.250 pessoas (liberadas: 44.244=46%)
- Zona francesa 18.963 pessoas (liberadas: 8.040=42%)
- Zona soviética 67.179 pessoas (liberadas: 8.214=12%)

### Zona estadunidense
A zona estadunidense consistia na Baviera, Hesse e porções do Norte do atual Estado de Baden-Württemberg. Também perto de Bremen com Bremerhaven estava sob controle dos Estados Unidos. Os quartéis-generais do governo militar estadunidense estavam no antigo edifício da IG Farben em Frankfurt.

### Zona soviética
A zona soviética incorporava a Turíngia, Saxônia, Saxônia-Anhalt, Brandemburgo e Mecklemburgo-Pomerânia Ocidental. Os quartéis-generais do governo militar soviético estavam em Berlin-Karlshorst.

### Zona britânica
A zona britânica consistia nos atuais Schleswig-Holstein, Hamburgo, Vestfália e Renânia do Norte. Os quartéis generais do governo militar britânico estavam em Bad Oeynhausen.
O exército britânico focalizaram primeiramente na remoção e julgamento da elite e dos líderes do Nazismo naquela região do que a perseguição de todos aqueles que colaboraram com o regime.

### Zona francesa
Originalmente, os franceses não iriam receber nenhuma zona de ocupação, devido as preocupações de grande hostilidade histórica entre França e Alemanha, assim como também a inefetividade dos franceses como membros da Aliança durante a guerra. Finalmente, os britânicos e estadunidenses concordaram em ceder uma pequena proporção aos franceses. Por esta razão, a zona francesa, contraria as outras três proporções. A zona francesa consistia no atual estado de Renânia-Palatinado e nas zonas de Baden-Württemberg. Os quartéis-generais do governo militar estavam em Baden-Baden.

Uma suástica da área de desfile do partido nazista sendo explodida.

Os franceses fizeram o mesmo que os britânicos, focalizaram primeiramente na remoção da elite e dos líderes do Nazismo.

### Área de Berlim
A cidade de Berlim foi ocupada conjuntamente pelas quatro potências Aliadas e se dividiu em quatro setores.